# 蒲原氏腔吻鱈
蒲原氏腔吻鱈又稱浦原氏鬚鱈、背斑腔吻鱈為輻鰭魚綱鱈形目鼠尾鱈科的其中一種。

## 分布
本魚分布於西北太平洋，包括南日本及台灣東北部、南部等一帶海域。

## 深度
水深200~300公尺。

## 特徵
本魚身上的鱗片呈六角形，極易脫落，側線甚直。體延長而側扁，尾長如帶，越後越尖細，無尾鰭。鼻骨前側邊緣不完全被骨支托。身體中軸以上有些灰斑散佈。腹鰭與肛門距離較遠，其最長鰭條未達肛門。兩背鰭間距長，第二背鰭起點在臀鰭起點之後。發光器呈長桿狀，自肛門沿伸至喉峽部，喉峽部端之發光穴覆有鱗片。頭部、腹面密佈不成對的黑色皮突。口腔與鰓腔白色。體長可達30公分。

## 生態
主要棲息於水深220-400公尺之泥砂底質的海域，底棲肉食性魚類，以小型蝦蟹為主食，大部分時間都在伏靜，或緩慢游動，很少花時間在找尋食物。

## 經濟利用
可食，但肉質糜爛，多做為下雜魚處理。其科學研究價值大於食用價值。